# Мария Каролина Жибер де Ламец
Мария Каролина Жибер де Ламец (18 июля 1793, Куломье — 25 ноября 1879, Монако) — французская актриса театра и княгиня Монако в браке с князем Флорестаном I, при котором фактически была регентом.

## Биография
Дочь Шарля Томаса Жибера (1765—18??) и Марии Франсуазы Леграс де Воберси (1766—1842). Брак её родителей закончился разводом, и она стала падчерицей Антуана Руиера де Ламеца (1762—1836), рыцаря Империи и  Почётного легиона.
Мария Каролина была актрисой в театре, как и её будущий супруг Флорестан. В то время оба актёры, пара поженилась в Коммерси 27 ноября 1816 года. У них было двое детей:
- Карл III (1818—1889), будущий князь Монако
- Флорестина Габриэлла Антуанетта (1833—1897), которая вышла замуж за Вильгельма Вюртембергского, 1-го герцога фон Урах

Она была умной и деловой женщиной: она управляла хозяйством и успешно распоряжалась состоянием супруга, унаследованного от его матери (которая исключила своего старшего сына из завещания из-за его незаконных отпрысков) в 1826 году  .
Флорестан вступил на престол в Монако в 1841 году, но он так и не был готов стать князем. Он остался актёром, а реальная власть была в руках его жены, которая была умелой и расчётливой правительницей. Внедрив налоговую реформу, она смогла смягчить сложную экономическую ситуацию, возникшую в результате того, что Венский конгресс сделал Монако протекторатом Сардинского королевства, а не Франции. Её участие в государственной политике не прибавляло Флорестану репутацию. Когда их сын однажды упрекнул её в том, что она фактически является регентом, она ответила, что правила просто потому, что взяла на себя ответственность за благополучие семьи.
Супруги попытались удовлетворить требования граждан о большей демократии и предложили местному населению две конституции, которые были отвергнуты, в особенности жителями Ментоны, которым король Сардинии Карл Альберт сделал более выгодное предложение. Князь и княгиня Монако передали власть своему сыну Карлу (позже князь Карл III). Однако, воодушевлённые революциями 1848 года, города Ментона и Рокбрюн восстали и объявили себя независимыми. Кризис усугубился, когда король Сардинии снабдил Ментону гарнизоном. Флорестан был свергнут, арестован и заключён в тюрьму. Он был восстановлен на престоле в 1849 году, но Ментон и Рокбрюн были потеряны навсегда. Они надеялись на аннексию Сардинией, однако этого не произошло, и города оставались в состоянии политической неопределённости, пока они не передали свои территории Франции в 1861 году.
После смерти мужа в 1856 году её сын князь Карл III унаследовал трон будучи хорошо подготовленным к тому, чтобы принять власть из рук своей матери. Они вместе работали над тем, чтобы сделать Монако курортом.
Мария Каролина умерла 25 ноября 1879 года.